# Koń gimnastyczny

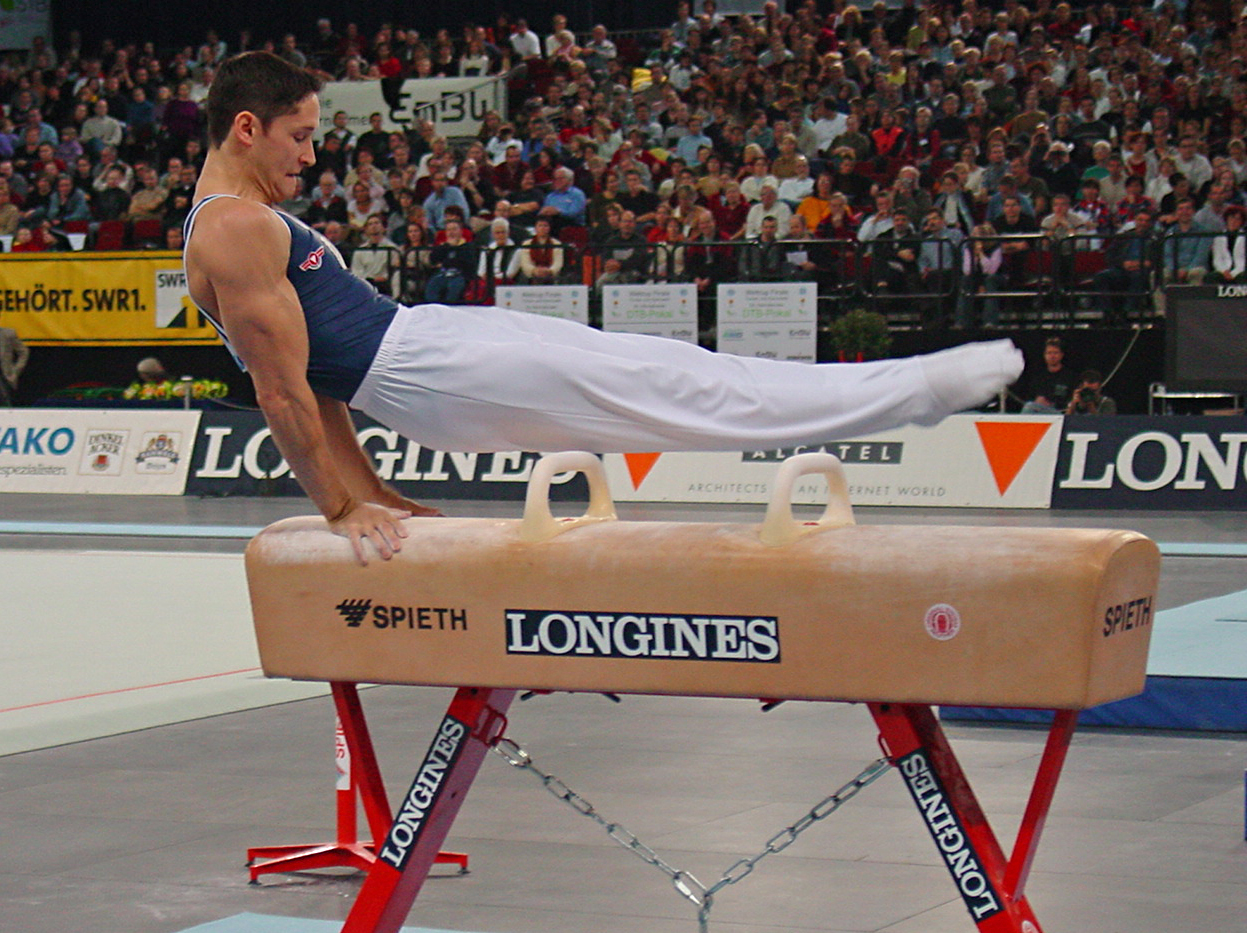
Gimnastyk sportowy wykonujący ćwiczenia na koniu gimnastycznym z łękami

Koń gimnastyczny – przyrząd przeznaczony do gimnastyki sportowej mężczyzn. Koń gimnastyczny występuje w wariancie z dwoma łękami (uchwytami) lub bez łęków.
Podobny przyrząd przeznaczony na lekcje wychowania fizycznego to kozioł gimnastyczny.